# Lygisma
Lygisma es un género de plantas fanerógamas de la familia Apocynaceae. Contiene tres especies. Es originaria del sudeste de Asia

## Descripción
Son enredaderas herbáceas o sufrutescentes, que alcanzan los 3 m de alto; con brotes pubescentes en toda su superficie.Las hojas tienen textura de papel, tienen 3-6.5 cm de largo, 1.5-4 cm de ancho, son ovadas, basalmente redondeadas, con el ápice acuminado, glabrescentes.
Las inflorescencias son axilares, extra-axilares o terminales, pareadas o solitarias, más cortas que las hojas adyacentes,  dicasiales, laxas y claramente pedunculadas.

## Taxonomía
El género  fue descrito por Joseph Dalton Hooker y publicado en Hooker's Icones Plantarum 15: , pl. 1423. 1883.

## Especies aceptadas
A continuación se brinda un listado de las especies del género Lygisma aceptadas hasta octubre de 2013, ordenadas alfabéticamente. Para cada una se indica el nombre binomial seguido del autor, abreviado según las convenciones y usos. 
- Lygisma angustifolia Hook.f.
- Lygisma flavum (Ridl.) Kerr
- Lygisma inflexum (Costantin) Kerr